# 싱싱경제
싱싱경제는 CBS 표준FM에서 방송했던 라디오 경제 프로그램이다.

## 역사
2004년 5월 10일에 《곽동수의 좋은세상》이라는 제목으로 첫방송을 시작해, 2004년 10월 11일부터 "싱싱경제"로 제목을 변경하여 역대로 시간대와 진행자가 변경되어 방송됐으나, 2009년 10월 17일 방송을 마지막으로 5년만에 폐지되었다.

## 역대 방송시간
| 방송 채널  | 방송 기간                          | 방송 시간                       | 제목              |
| ---------- | ---------------------------------- | ------------------------------- | ----------------- |
| CBS 표준FM | 2004년 5월 10일 ~ 2004년 10월 10일 | 매일 낮 12:05 ~ 낮 1:30         | 곽동수의 좋은세상 |
| CBS 표준FM | 2004년 10월 11일 ~ 2005년 3월 6일  | 매일 낮 12:05 ~ 낮 1:30         | 싱싱경제          |
| CBS 표준FM | 2005년 3월 7일 ~ 2006년 3월 4일    | 월~토요일 오후 3:05 ~ 오후 5:00 | 싱싱경제          |
| CBS 표준FM | 2006년 3월 6일 ~ 2008년 5월 10일   | 월~토요일 오후 3:05 ~ 오후 4:00 | 싱싱경제          |
| CBS 표준FM | 2008년 5월 12일 ~ 2009년 10월 17일 | 월~토요일 아침 6:05 ~ 아침 6:55 | 싱싱경제          |

## 역대 진행자

### 곽동수의 좋은세상
- 2004년 5월 10일 ~ 2004년 10월 10일 : 곽동수

### 싱싱경제
- 2004년 10월 11일 ~ 2009년 2월 28일 : 곽동수
- 2009년 3월 2일 ~ 2009년 10월 17일 : 박명규 아나운서